# Gladys Vera
Gladys Mercedes Vera Mora (Maracaibo, Venezuela, 4 de julio de 1949-Maracaibo, 14 de septiembre de 2015) fue una cantante venezolana de gaita, más conocida como «La Sempiterna Reina de la gaita zuliana».

## Inicios
Siendo pequeña se identifica con la gaita, género musical autóctono del Zulia. Se siente atraída por el sonido que provocan los instrumentos y por oído comienza a tocar el furro o mandullo con la mano izquierda como predominante.
Se inicia en el conjunto Santa Canoíta, luego junto a unos tantos gaiteros funda el conjunto Santa anita en 1964, donde comienza su carrera como solista en 1966 al faltar la vocalista principal Raiza Portillo. Este mismo año graba su primera producción, donde debuta profesionalmente con la gaita Suenan campanitas de la pluma de Wolfgang Larreal, para la fecha tenía 17 años. En esta producción graba un segundo tema titulado Último aliento, también de Larreal.

## Carrera
Luego de 25 temporadas en Santanita se incorpora a las filas de la agrupación institucional Maragaita, patrocinada para ese entonces por la empresa Maraven durante cuatro años (1988-1992).  Para 1992 integra el grupo Los Cardenales del Éxito y en 1999 se suma a Los Colosales, conjunto gaitero recién creado para esa época, donde permanece hasta el año 2001. 
Integró varias agrupaciones, entre ellas: Los Compadres del Éxito, Racoa, Los Chiquinquireños. También grabó temas como cantante invitada junto a: Birimbao, Racoa, Los Turpiales de Tamare, Proyecto Gaita, Trabuco Gaitero, Zagales del Padre Vílchez, Los Gaiteritos, Los Chiquinquireños, La Orquesta Sinfónica del estado Zulia, entre otros.
Dentro de su discografía se destaca el tema Amor marginal, el cual es una crítica social de gran impacto cultural escrita por el reconocido compositor Victor Hugo Marquez.  Entre sus éxitos están: La arenita del río, La antorcha, Mi orgullo, Estampas, Galante y coqueta, Por eso gaita, Mi gentilicio, Nuevo Saladillo, Siempre estaré contigo, La morenita, La protestona, Salve Reina, Mi entrega, Gaitera de antes, Lucero de la amistad, Fuente divina, Dile a Rafael Rincón, Mi vieja Plaza Baralt, La promesa, Peldaños, Así es mi gaita, Juanita prende el fogón, La cabecera, Alguien en tu templo, Cuando habla mamá.

## Reconocimientos
En 1978 participó en el Festival de Cantantes y Compositores, donde obtuvo el primer lugar, igualmente en la segunda fase del concurso denominado Triunfador de Triunfadores con el mismo tema Juventud y Vejez de Eshirel Chacín.
Fue exaltada a “Patrimonio Musical del estado Zulia” por el Decreto Nro. 13-A de la Gobernación del estado Zulia en fecha 23 de agosto de 1993.

## Enfermedad y fallecimiento
A finales del año 1979 es diagnosticada de lupus. Sus colegas del mundo gaitero le realizaron un homenaje, liderado por Henry José Chirinos. Ricardo Portillo le compuso el tema Mis gratos recuerdos.
Su patología se hizo estacionaria gracias a su inquebrantable fe y a su vida sana, pues no tomaba, no se trasnochaba y era estricta a la hora de tomar sus medicamentos. Así pudo seguir su carrera. Junto a Neguito Borjas grabó un tema romántico titulado Cuando el amor se va. Otro tema de amor exitoso fue Mi entrega, compuesto por Ricardo Portillo, en 1991 con Maragaita. Al año siguiente pasó a Cardenales del Éxito y en su primera temporada con esa divisa graba Fuente Divina, una danza con letra es de Jesús Rizo y la música de Jorge Luis Chacín, que no deja de conmover a nadie ante el problema de contaminación del Lago.
En un comunicado difundido por sus familiares, se informó que Vera había compensado su función renal y que mantenía una infección respiratoria, pero que había cedido gracias a los medicamentos suministrados.
Desde el sábado 5 de septiembre de 2015 estuvo recluida en la unidad de cuidados intensivos del Hospital Clínico, de Maracaibo, hasta el día 14, momento en que fallece lastimosamente nuestra gaitera.